# Перекусихины
Перекусихины — древний дворянский род.
При подаче документов (01 октября 1686) для внесения рода в Бархатную книгу, была предоставлена дьяком Гаврилом Тимофеевичем, родословная роспись Перекусихиных.

## Происхождение и история рода
Потомство Дмитрия Васильевича Перекусихина, служившего великому князю Олегу Рязанскому (1371). Фёдор Михайлович Перекусихин, ряжский городовой дворянин (1579), был воеводой в Ряжске, где убит сторонниками Лжедмитрия "бросили его с городовой башни". Его брат Иван Михайлович, посланный Борисом Годуновым в Воронеж уговаривать жителей быть верными царю, убит там же (1605).

## Известные представители
- Перекусихин Дмитрий Григорьевич — был 28 лет в плену у татар, по возвращении пожалован поместьями в Ряжском уезде.
- Перекусихин Тимофей Иванович - московский дворянин (1676-1677).
- Перекусихин Илья Тимофеевич - стряпчий (1679), московский дворянин (1681-1692).
- Перекусихин Ларион Тимофеевич - московский дворянин (1679-1692).
- Перекусихин Гаврила Тимофеевич - дьяк (1686-1692), воевода в Киеве (1693).
- Перекусихин Иван Евтифеевич и Иван Тимофеевич - стряпчие (1692).
- Перекусихин Глеб Фёдорович - московский дворянин (1692)[2][3].
- Перекусихина, Марья Саввишна (1739—1824) — камер-юнгфрау (камер-юнгфера) императрицы Екатерины II, её доверенная близкая подруга и личная прислуга.
- Перекусихин, Василий Саввич (1724—1788) — тайный советник, сенатор, брат предыдущей
  - Торсукова, Екатерина Васильевна (урожд. Перекусихина; 1772—1842) — фрейлина, жена генерал-майора Ардальона Александровича Торсукова (1754—1810).